# 南非鐵路33-400型柴電機車
南非鐵路33-400型柴電機車（英語：South African Class 33-400）是南非和纳米比亚境內通行的的内燃机车。
1968年至1970年间，南非铁路公司的115台33-400型通用电气U20C型内燃机车投入使用。在1990年3月21日西南非洲独立后，纳米比亚铁路公司TransNamib接收了许多南非鐵路33-400型柴電機車。 